# Les Années 90 (court métrage)
Pour les articles homonymes, voir Les Années 90.
Ne doit pas être confondu avec Années 90 ou Années 1990.
Pour plus de détails, voir Fiche technique et Distribution.
Les Années 90 (The Nifty Nineties) est un dessin animé de Mickey Mouse produit par Walt Disney pour RKO Radio Pictures, et sorti le 20 juin 1941. Ce film est l'occasion pour Mickey et Minnie de vivre une histoire à la fin du XIXe siècle, les années 1890.

## Synopsis
La scène se situe dans les années 1890. Mickey, habillé en costume rouge, rencontre Minnie, vêtue  d'une robe à crinolette bleue, dans un parc près d'une fontaine. Il l'emmène alors voir un spectacle de vaudeville.

## Fiche technique
- Titre original : The Nifty Nineties
- Autres Titres[1] :
  - Allemagne : Die Schmucken Neunziger
  - France : Les Années 90
- Série : Mickey Mouse
- Réalisateur : Riley Thompson
- Animateur : Walt Kelly, Ward Kimball, Fred Moore, Claude Smith, David Swift, Charles Conner (layout)
- Voix : Walt Disney (Mickey), Ward Kimball (lui-même), Fred Moore (lui-même), Thurl Ravenscroft (chanteur)
- Producteur : Walt Disney, John Sutherland
- Distributeur : RKO Radio Pictures
- Format d'image : Couleur (Technicolor)
- Son : Mono (RCA Photophone)
- Durée : 6 min
- Langue : (en)
- Pays de production :  États-Unis
- Date de sortie : 20 juin 1941[2]

## Voix françaises

### 1erdoublage (exploité dansMickey Jubilé, 1978)
- Roger Carel : Mickey Mouse
- Alain Dorval : Ward Kimball
- Gérard Hernandez : Fred Moore

### 2edoublage (1996)
- Jean-François Kopf : Mickey Mouse
- Marie-Charlotte Leclaire : Minnie Mouse
- Michel Tugot-Doris : Ward Kimball
- Olivier Constantin : Chœurs

## Commentaires
Le principe du film, le retour dans les années 1890, a été repris en 1950 dans Crazy Over Daisy mais cette fois avec Donald Duck, Daisy Duck, Tic et Tac.
Ce principe de retour dans le temps n'existe pas vraiment dans les histoires cinématographiques de Mickey ou Donald mais a été largement utilisé dans les histoires en bandes dessinées. Il existe toutefois plusieurs mis en scène dans les contes populaires ou des régions chargées de significations.
Ce retour en 1890 peut être rapproché d'une préoccupation de Walt Disney qui se concrétisera dans le parc Disneyland par la section Main Street, USA, basée sur la même période.